# نيشان الشاه إسماعيل
نيشان الشاه إسماعيل أو وسام الشاه إسماعيل (بالأذرية: Şah İsmayıl ordeni)‏ هي جائزة عسكرية أذربيجانية يمنحها القائد العام ورئيس جمهورية أذربيجان.

## التاريخ والحالة
كان وسام الشاه إسماعيل من بين العديد من الأوسمة والميداليات التي طلب الرئيس أبو الفضل إلجي بيك مراجعتها وإنشائها في 10 نوفمبر 1992 بموجب المرسوم الرئاسي رقم 370. تم إنشاء هذا النظام بموجب المرسوم رقم 755 لرئيس أذربيجان حيدر علييف وتم التصديق عليه من قبل الجمعية الوطنية الأذربيجانية في 6 ديسمبر 1993. يُمنح وسام الشاه إسماعيل لكبار ضباط القوات المسلحة الأذربيجانية للخدمات التالية:
- مساهمات خاصة في تنظيم تطوير وتعزيز القوات المسلحة الأذربيجانية؛
- أعمال متميزة في الدفاع عن سلامة أراضي جمهورية أذربيجان؛
- شجاعة متميزة في الجيش؛
- مساهمات خاصة في إزالة حالات الطوارئ في البلاد.[3]

يتم تثبيت الوسام على الجانب الأيسر من الصدر. إذا كان هناك أي أوسمة أو ميداليات أخرى، فإن وسام الشاه إسماعيل يتبع وسام الاستقلال (بالأذرية: Istiqlal Ordeni)‏.

## الوصف
يتكون وسام الشاه إسماعيل من طبقتين. الطبقة الفضية السفلية على شكل نجمة ثمانية الرؤوس. الطبقة العلوية الأصغر عبارة عن صفيحة مثمنة الشكل مغطاة بالذهب الخالص مع تصوير صورة جانبية للشاه إسماعيل الصفوي. الجزء الخلفي من الوسام مصقول ويحتوي على رقم الوسام وكلمات شاه إسماعيل محفورة. التركيبة مربوطة بشريط حرير مائي أحمر ذو خمس حواف. الوسام يأتي بالحجم 27 مـم (1.1 بوصة) بنسبة 47.5 مـم (1.87 بوصة) شريط الشريط - 27 مـم (1.1 بوصة) بنسبة 9 مـم (0.35 بوصة). 

### النسخة السابقة
وكان الوصف السابق مختلفًا تمامًا عن النسخة الحالية من الوسام. كان الوسام على شكل دائري وكانت حوافه مصنوعة من الذهب الخالص. وكان مركز الوسام على شكل درع، وكان ملونًا باللون الأزرق. كانت صورة الشاه إسماعيل مصورة في وسط الدرع مع كلمات شاه إسماعيل مكتوبة أسفل الصورة مباشرة. كان الدرع موضوعًا على سيف متقاطع قطريًا مع صولجان. وكان الحجم 57 مـم (2.2 بوصة) بنسبة 43 مـم (1.7 بوصة).